# John Constable

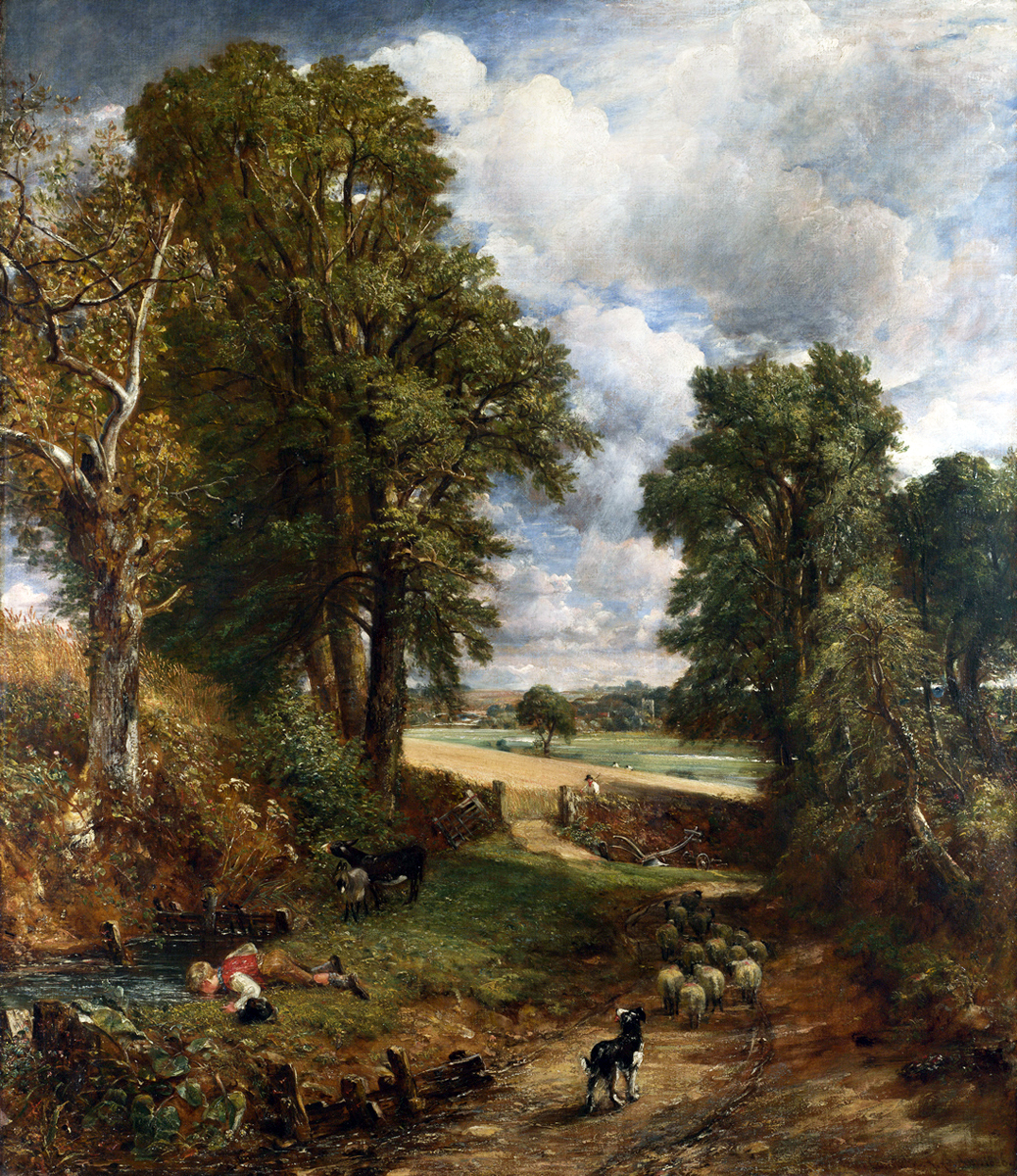
John Constable, Łan zboża

John Constable (ur. 11 czerwca 1776 w East Bergholt, zm. 31 marca 1837 w Londynie) – malarz angielski, uznawany za jednego z najwybitniejszych pejzażystów XIX wieku.
Malował przede wszystkim krajobrazy angielskie (rodzinne hrabstwo Suffolk), był znany z doskonałego ukazywania zjawisk przyrody. Reprezentował wzorce holenderskiego, tzw. realizmu melancholijnego (pozostawał pod wpływem Jacoba Ruisdaela). Constable nadał malarstwu pejzażowemu nowy wymiar. Nigdy nie wyjeżdżał za granicę, przez całe życie malował swoje rodzinne strony.
Malarstwo studiował w Londynie w Królewskiej Akademii i wkrótce zaczął odnosić sukcesy. W 1824 r. za obraz Wóz na siano zdobył złoty medal na paryskim Salonie, a w 1829 roku został przyjęty w poczet członków Akademii, co było niewątpliwym wyrazem uznania.
John Constable widział naturę jako dynamiczny układ. Jako pierwszy zaczął malować w plenerze. Twierdził, że malarz powinien pamiętać o tym, iż każdy dzień, a nawet godzina, jest niepowtarzalna: zmienia się kształt chmur, drzew, a przede wszystkim światło. To właśnie zjawiska atmosferyczne: siła wiatru, zachmurzenie, wilgotność powietrza, deszcz czy burza nadają krajobrazowi dynamiczny charakter. Choć swoje obrazy olejne kończył w pracowni, to podstawowe szkice wykonywał bezpośrednio w plenerze. Często odnotowywał dzień, godzinę i pogodę, przy których namalował konkretną akwarelę.

## Dzieła artysty
- Mali wędkarze (1814)
- Park Wivenhoe (1816)
- Wiejska droga (1816)
- Biały koń (1819)
- Widok Highgate 1820–1830, olej na kartonie 24 × 30 cm, Muzeum Sztuk Pięknych im. Puszkina w Moskwie
- Pejzaż z wozem (1821)
- Wóz na siano 1821, olej na płótnie, 130,2 × 185,4 cm, National Gallery w Londynie
- Katedra w Salisbury, widok od strony gruntów biskupich (1823, Muzeum Wiktorii i Alberta w Londynie)
- Plaża w Brighton (1824)
- Koń w skoku (1825)
- Zboże na polu (1826)
- Dolina Dedham (1828)
- Zamek Hadleigh (1829)
- Widok na Londyn z podwójną tęczą (1831)
- Stonehenge (1835)